# Feminismo en Portugal
El feminismo en Portugal y su lucha por la igualdad de género tiene una extensa historia de activismo y reivindicaciones a lo largo del tiempo. En ella, destacan las sufragistas portuguesas Ana de Castro Osório (1872-1935), Adelaide Cabete (1867-1935), Carolina Beatriz Ângelo (1877-1911) y Maria Veleda (1871-1955), entre muchas otras.

## Historia

### Antecedentes
Antes de que se utilizara el término feminismo en el siglo XX, varias personalidades y asociaciones de Portugal buscaron derribar los prejuicios asociados a los roles de género y defender la lucha por la igualdad, siendo enmarcadas posteriormente sus acciones en lo que fue denominado la primera ola del feminismo o todavía protofeminismo.

#### SigloXVI
En 1540, durante el paso de la Edad Media a la Edad Moderna, João de Barros publicó la obra de vanguardia Espelho de Casados, donde analizaba el papel que la sociedad portuguesa atribuía al hombre y a la mujer en el matrimonio. Desmitificando los estereotipos creados durante siglos sobre la naturaleza femenina, desde una visión tanto humanista como medieval, su obra se convirtió en uno de los primeros textos escritos en portugués para afirmar que las mujeres no eran ni inferiores ni superiores a los hombres, reforzando que los defectos y cualidades del ser humano dependían sólo de su personalidad y no de su sexo.
Años más tarde, el jurista Ruy Gonçalves le dedicó a la reina Catalina de Austria la obra de 1557 Dos Priuilégios e Praerogativas Q ho Gender Feminino Te por Dereito Comú & Ordenaçoens do Reyno, mais Que ho Gender Masculino (De los Privilegios y Prerrogativas que el Género Femenino Tiene por Derecho de las Comisiones y Órdenes del Rey, Más que el Género Masculino en español). Fue considerado el primer libro feminista portugués, y en él se realizaban varias observaciones y críticas sobre el estatus jurídico de las mujeres portuguesas, fruto de concepciones heredadas de la tradición judeocristiana, que entendía que eran frágiles y sus bienes estaban protegidos por el sexo masculino. La autora defendió la igualdad de derechos entre hombres y mujeres, particularmente dentro del marco legal, exponiendo más de medio centenar de casos donde varias mujeres a lo largo de la historia habían demostrado poseer virtudes iguales o superiores a las de los hombres en altos cargos de la sociedad, alabando también la capacidad intelectual y talento artístico de las mujeres cuando éstas tenían acceso al conocimiento, algo estrictamente prohibido a las mujeres en las instituciones educativas del país de la época.

#### SigloXVIII
En 1715, Paula da Graça, seudónimo de una mujer anónima, culta y, supuestamente, según estudios recientes, monja e incluso podría ser María Ana de Austria, publicó un folleto con el título La bondad de las mujeres reivindicada y la malicia de los hombres manifiesta, donde aconsejaba a una joven que no se casara, poniendo en duda el papel tradicional de la mujer en la sociedad portuguesa del siglo XVIII mediante un enfoque cómico y satírico. Escrito en verso como respuesta a la obra Auto da Malícia das Mulheres (1640) de Baltazar Dias, cuyo contenido planteaba varias acusaciones misóginas, el texto de Paula da Graça se convirtió en la primera obra europea de reivindicaciones feministas.

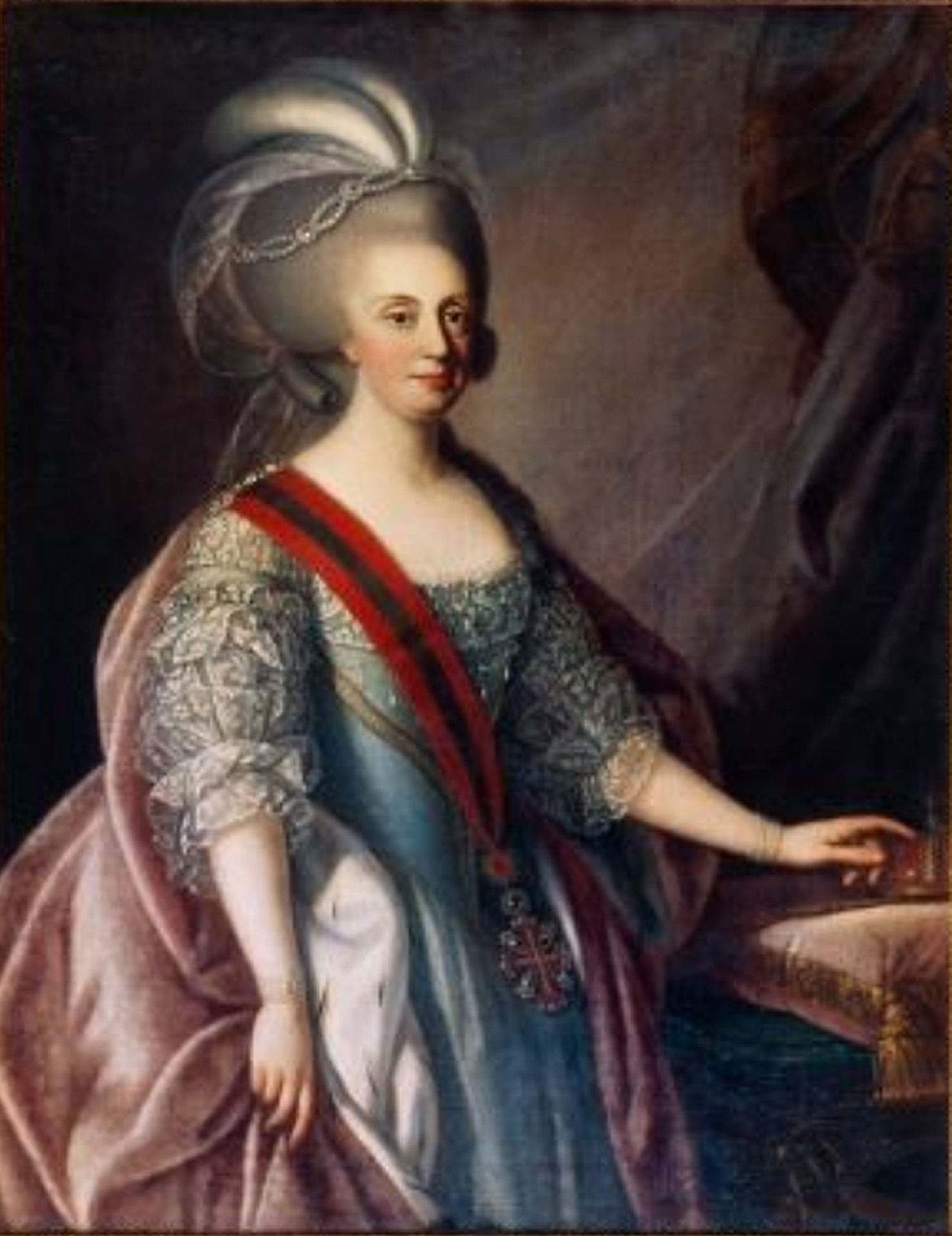
Retrato de María I de Portugal, primera reina reinante y fundadora de las primeras escuelas para mujeres en Portugal

Posteriormente, Luís António Verney, autor de El verdadero método de estudiar (1746), uno de los manifiestos más importantes de la Ilustración, dedicó el último capítulo de su obra a las mujeres y a la necesidad empírica de que tuvieran acceso a la educación para la construcción de una sociedad mejor, tal como escribieron Félix José da Costa y Gertrudes Margarida de Jesús, respectivamente, en los textos Alarde del gran talento de las damas contra sus emulación (1741) y la Primera carta apologética, a favor y en defensa de la Mujer o Segunda carta apologética en favor y defensa de las mujeres (1761) en tono de contestación a obras que describían al género femenino como vil, débil, lascivo o corruptible, entre otros muchos términos despectivos, en un esfuerzo por crear conciencia entre los lectores sobre las capacidades de las mujeres.
Durante el mismo siglo, Teresa Margarida da Silva e Orta, bajo el seudónimo anagramático de Dorothea Engrassia Tavareda Dalmira, se convirtió en la primera autora en publicar una novela en portugués, Máximas de virtud y belleza: con la que Diófanes, Climenea y Hemirena, Príncipes de Tebas, superará las adversidades más difíciles... (1752), en el que expuso y condenó la situación jurídica y social de la mujer en la sociedad portuguesa.
Recién en 1790 se crearon las primeras escuelas para mujeres, por orden de María I de Portugal, la primera monarca que reinó en Portugal, donde además de instruirse en oficios tradicionalmente asociados a su género, como el hilado y el bordado, las mujeres aprendían a leer y escribir.

#### SigloXIX
Creado por Caetano António de Lemos y escrita por tres colaboradoras anónimas, que firmaban bajo los seudónimos de Uma Senhora Portuguesa, Semiramis y Uma Outra Anónima, entre otros nombres, apareció el periódico Gazeta das Damas (1822), uno de los primeros en Portugal en adoptar un discurso feminista, y cuyo principal objetivo era formar y educar a las mujeres portuguesas en temas relacionados con la política, los negocios y la educación. Simultáneamente, ese mismo año, durante la primera institución parlamentaria portuguesa, las Cortes Generales y Extraordinarias de la Nación Portuguesa, el diputado Domingos Borges de Barros presentó por primera vez una propuesta que pretendía legitimar el derecho de voto de las mujeres, considerando que mientras no se permitiera la participación de todas las mujeres en las elecciones, este derecho debería garantizarse inmediatamente a toda persona que fuera madre de al menos seis hijos, acusando a otros diputados de mantener deliberadamente a las mujeres en la ignorancia, por temor a su superioridad.
Casi treinta años después, Antónia Pusich se convirtió en la primera portuguesa en asumir la dirección y propiedad de un periódico en el país luso al adquirir la Assembléa Litteraria (1849) y posteriormente fundar la revista A Beneficência (1853). Firmando los artículos que escribió sobre la reivindicación de los derechos de la mujer, bajo su nombre real, algo hasta entonces raro para una mujer del siglo XIX, reclamó públicamente que todas las mujeres, independientemente de su clase social, tengan derecho a la educación, para que pueden participar en la vida social, política y religiosa del país y así intervenir en la evolución de la emancipación femenina.

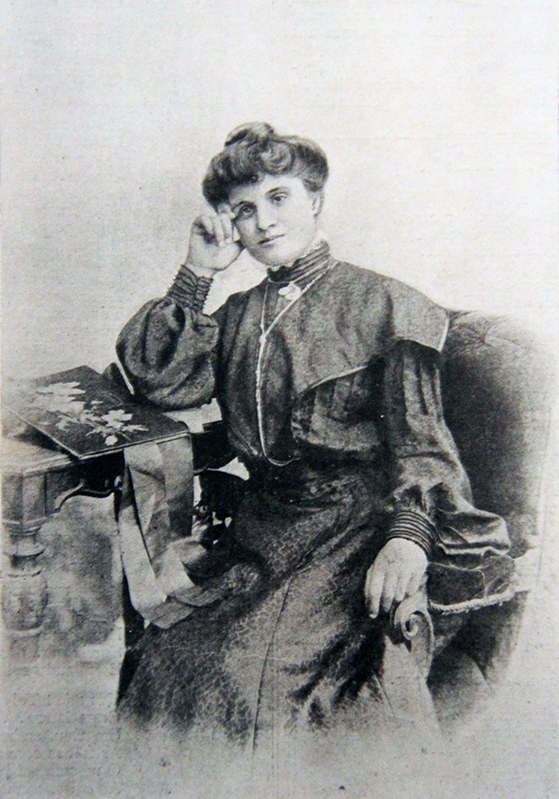
Retrato de Domitila de Carvalho, primera mujer licenciada en Matemáticas, Filosofía y Medicina por la Universidad de Coimbra

Dirigido por Francisca de Assis Martins Wood, en 1868 se fundó el primer periódico abiertamente feminista en Europa, A Voz Feminina, que proponía luchar por la emancipación de la mujer portuguesa, con la colaboración de Mariana Angélica de Andrade, Guiomar Torresão y Cândido de Figueiredo entre otros escritores y activistas.
A finales de la década de 1880, casi un siglo después de la creación de las primeras escuelas públicas para mujeres, y como resultado de las campañas de Bernardino Machado y Sebastião Magalhães Lima, entre otros republicanos, las mujeres portuguesas comenzaron a ser aceptadas en algunas instituciones de educación secundaria y superior en el país, destacándose en los siguientes años los nombres de pioneras como Elisa Augusta da Conceição Andrade, primera alumna de la Escuela Médico-Quirúrgica de Lisboa y de la Escuela Politécnica de Lisboa en 1889, y que fue conocida como la primera médica portuguesa, Aurélia y Laurinda de Morais Sarmento, las primeras mujeres graduadas en Medicina por la Escuela Médico-Quirúrgica de Oporto en 1891, Domitila de Carvalho, primera mujer graduada en Matemáticas y Filosofía por la Universidad de Coímbra en 1894 y 1895, seguida de la licenciatura en Medicina en 1904, o incluso Rita de Morais Sarmento, la primera mujer graduada en Ingeniería Civil en la Academia Politécnica de Oporto en 1896.
Fruto de la actuación de los movimientos sindicales y del llamamiento a la emancipación femenina, en los últimos años del siglo XIX se fundaron en Portugal las primeras asociaciones obreras femeninas, con especial atención al casco urbano de la ciudad de Oporto, allanando el camino para el debate de diversas reivindicaciones laborales, como la igualdad salarial de género o el permiso por embarazo para las trabajadoras. A raíz de esto, se creó la Federación Socialista del Sexo Femenino, cuya fiesta inaugural tuvo lugar el 17 de junio de 1897, en la sede del Grémio Socialista dos Anjos, en Lisboa, con la participación de Azedo Gneco, cuyo tema era La emancipación de la mujer.

### SigloXX

#### Últimos años de la monarquía portuguesa

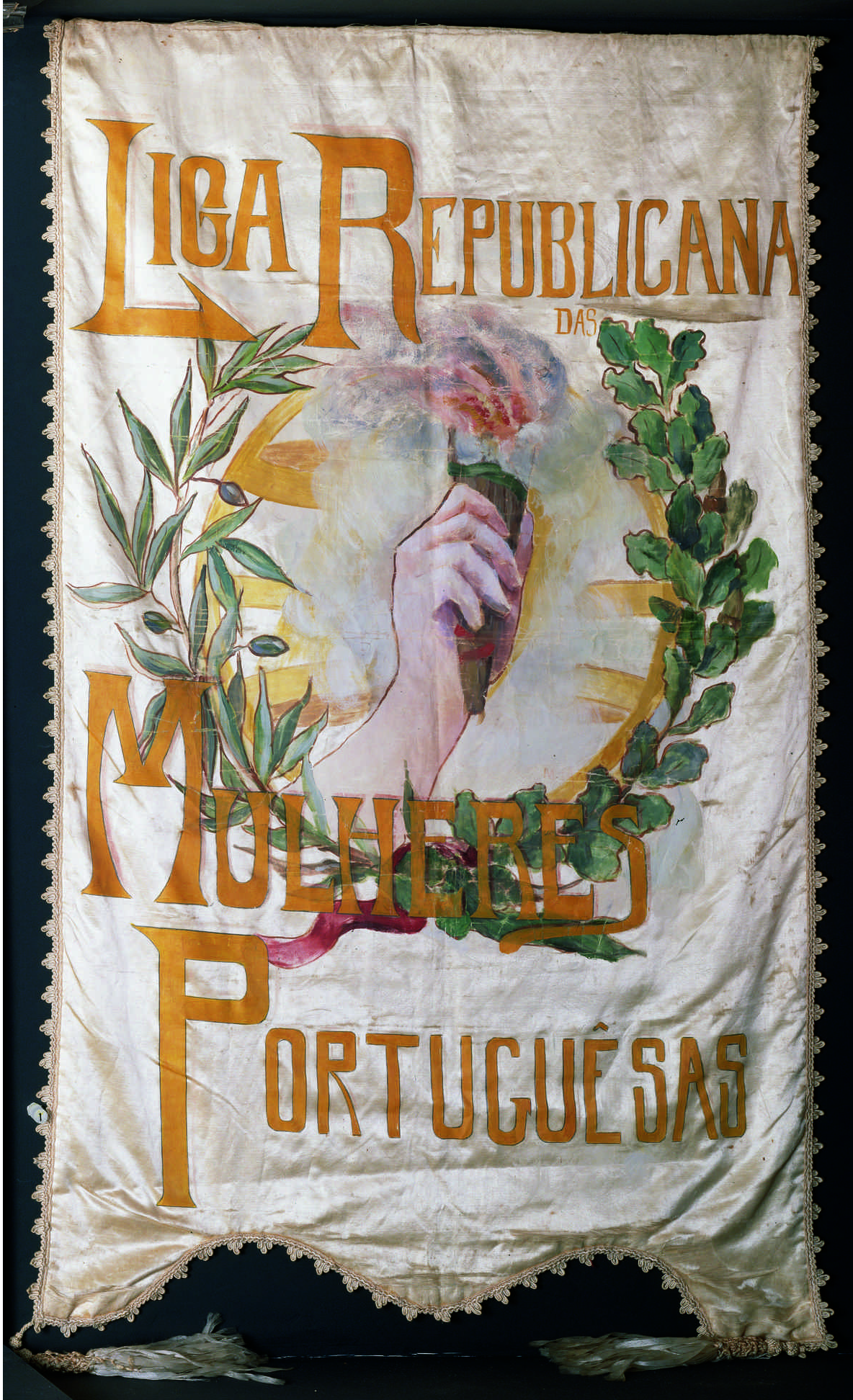
Estandarte de la Liga Republicana de Mujeres Portuguesas.

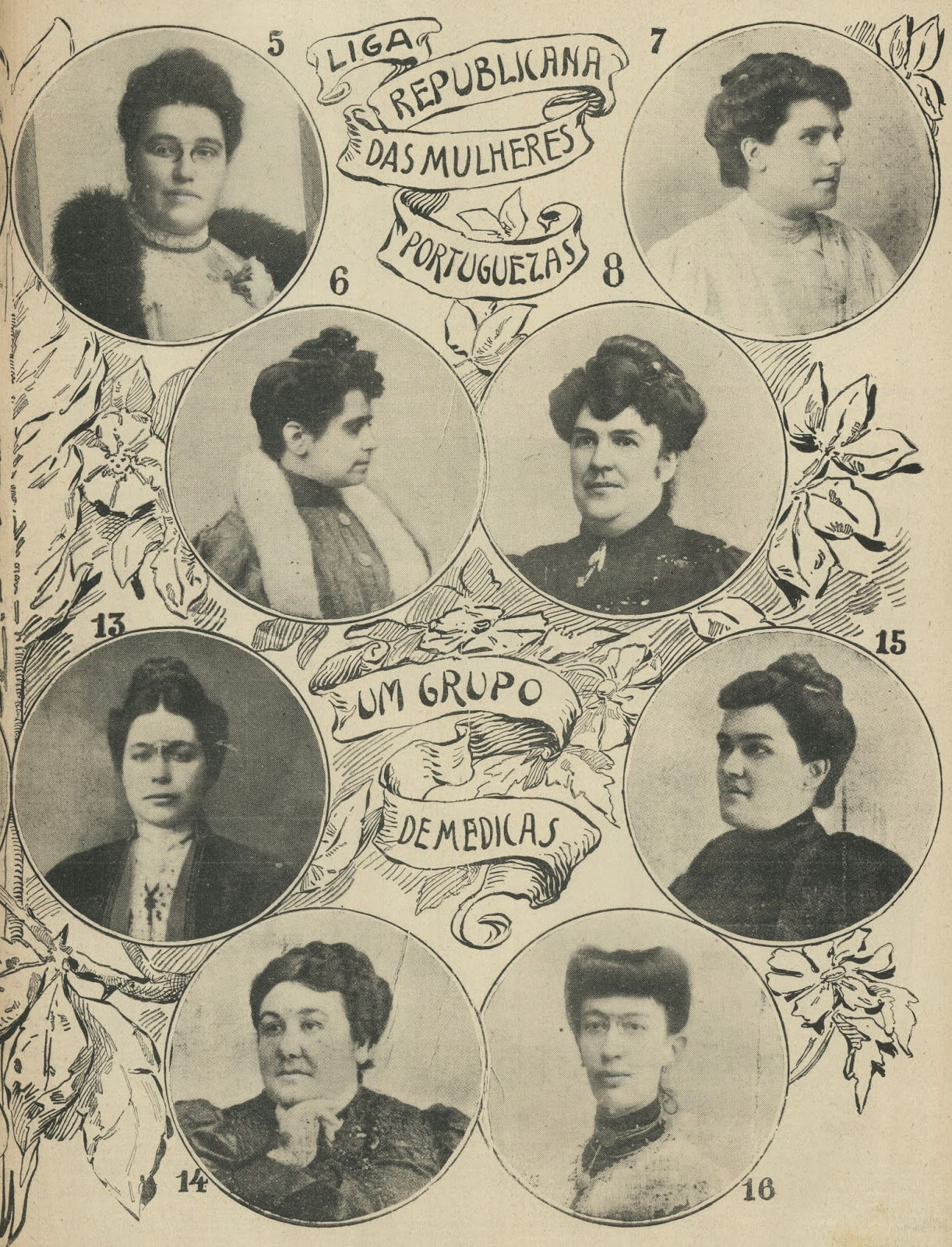
Suplemento del periódico O Século sobre las sufragistas portuguesas, publicado el 12 de mayo de 1910. 5 – Ana de Castro Osório ; 6- Maria Veleda ; 7 – Beatriz Paes Pinheiro de Lemos ; 8 – María Clara Correia Alves ; 13 - Sofía Quintino ; 14 – Adelaida Cabete ; 15 - Carolina Beatriz Ãngelo ; 16- María do Carmo Joaquina Lopes.

Con la entrada al siguiente siglo, durante los últimos años de la Monarquía portuguesa, uno de los hitos más importantes que sucedieron en el movimiento feminista en el Portugal del siglo XX llegó con la fundación, en 1907, del Grupo Portugués de Estudios Feministas, bajo la dirección de Ana de Castro Osório, que reunió a intelectuales, médicas, escritoras, periodistas y docentes, con el objetivo de difundir los ideales de emancipación femenina. Aunque esta asociación tuvo un corto período de existencia, su militancia generó uno de los movimientos portugueses más importantes: la Liga Republicana das Mulheres Portuguesas (1908-1919), apoyada por el Partido Republicano Portugués, que reivindicó el sufragio femenino, el derecho a la educación y coeducación, al trabajo, a la administración de bienes y a la ley de divorcio, dando especial énfasis a los derechos laborales y jurídicos de las mujeres, además de realizar también campañas para combatir y condenar los feminicidios, la violencia doméstica, la prostitución, el proxenetismo y la mendicidad infantil mediante la creación de diversas iniciativas como la Obra Maternal o mediante la difusión de sus principios en los órganos de prensa oficiales de la época A Mulher e a Criança (1909-1911) o A Madrugada (1911-1918).

#### Primera República Portuguesa
Tras la implantación de la Primera República portuguesa, las sufragistas que militaban en la Liga Republicana de Mujeres Portuguesas presentaron sus demandas al Gobierno Provisional, a través de dos peticiones en las que exigían la revisión inmediata del Código civil, la aprobación de la ley de divorcio y el derecho al voto de las mujeres. Sin embargo, tratando de no crear tensiones con el Gobierno, pidieron el voto sólo para las mujeres que pagaran impuestos, fueran mayores de edad y pertenecieran a la élite intelectual. Este último factor no agradó a todas las integrantes del movimiento feminista, creando dos facciones en su activismo: el ala más conservadora y minoritaria, encabezada por la fundadora Ana de Castro Osório, y el ala considerada más radical y mayoritaria, encabezada por Maria Veleda, que creía que restringir el derecho al voto empeoraría la situación de desigualdad existente entre las mujeres portuguesas, por lo que debía ser universal. A raíz de este conflicto, posteriormente se creó la Asociación de Propaganda Feminista (1911-1918), por las activistas más conservadoras que dimitieron de la asociación anterior, continuando, en cualquier caso, haciendo campaña por los derechos de las mujeres.

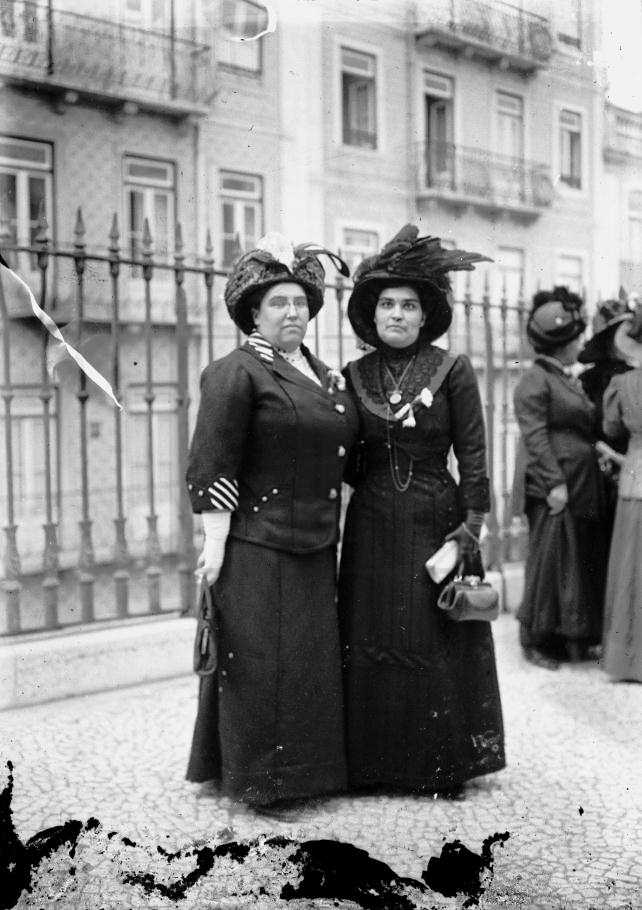
Carolina Beatriz Ângelo y Ana de Castro Osório (1911)

Sin cambiar el código electoral, en 1911 podían votar los ciudadanos portugueses mayores de 21 años o jefes de familia que supieran leer y escribir, sin que la legislación hiciera explícito el sexo del "cabeza de familia". Aprovechando este vacío legislativo y sintiéndose indignada por la posición de varios miembros del Partido Republicano que no querían el voto de las mujeres, Carolina Beatriz Ângelo, quien cumplía todos los requisitos, siendo mayor de edad, médica de profesión, viuda y con una hija menor de edad, apeló ante el tribunal para que su nombre fuera agregado a la lista de ciudadanos registrados, recibiendo poco después una decisión favorable del juez João Baptista de Castro. El 28 de mayo de ese mismo año, la sufragista votó para la Asamblea Constituyente, convirtiéndose no sólo en la primera mujer en ejercer el derecho al voto en Portugal, sino también en la península ibérica y en todo el Sur de Europa.Si bien el hecho fue felicitado y reportado más allá de fronteras, dos años después, la creación de la nueva ley electoral del 3 de julio de 1913 generó una fuerte polémica dentro del parlamento, presentándose inicialmente una versión donde se permitía el derecho al voto a mujeres mayores de 25 años y con estudios superiores, secundarios o especiales. A pesar de las mociones de los diputados Jacinto Nunes, Ramada Curto y Sá Pereira para el reconocimiento de los derechos políticos de las mujeres, los opositores al sufragio femenino impugnaron y ganaron en el parlamento, y el voto ahora lo disfrutaban explícitamente los ciudadanos portugueses varones, excluyendo una vez más a las mujeres que lucharon por este derecho incluso antes del establecimiento de la República.

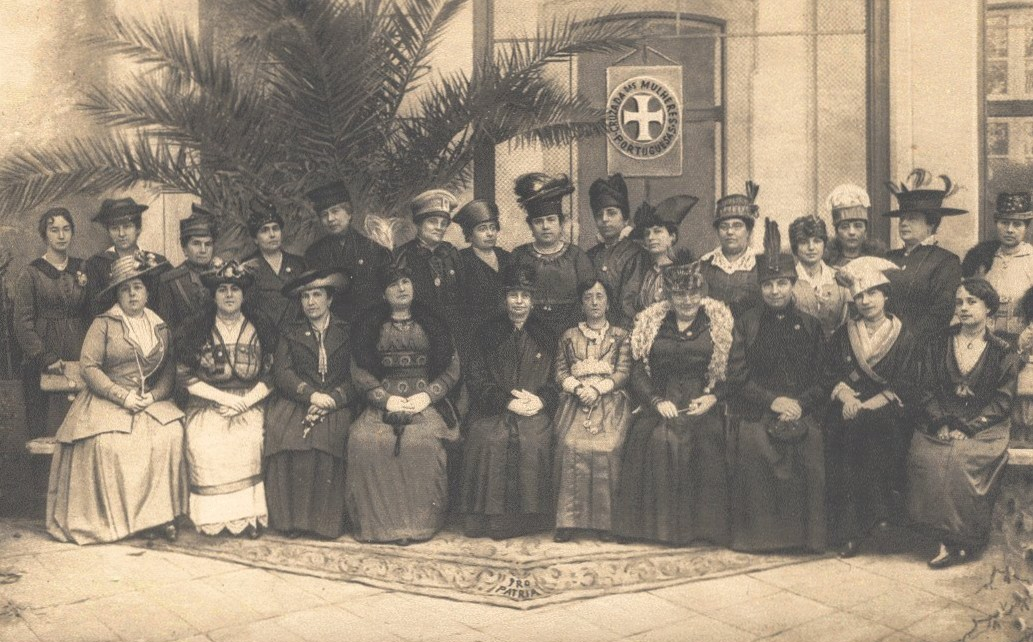
Elementos de la cruzada de mujeres portuguesas

Con la participación del Cuerpo Expedicionario Portugués en la Primera Guerra Mundial, varias mujeres republicanas, monárquicas, feministas, unionistas y conservadoras se reunieron por primera vez con el objetivo de movilizar a las mujeres para el esfuerzo bélico y ayudar a los soldados enviados al frente de combate, incorporándose a los movimientos caritativos Comisión Femenina "Por la Patria" (1914-1916), fundada por las feministas Ana de Castro Osório, Ana Augusta de Castilho, Antónia Bermudes y María Benedita Mouzinho de Albuquerque Pinho, y Cruzada das Mulheres Portuguesas (1916-1938), dirigida por la primera dama, Elzira Dantas Machado. En este contexto, se crearon campañas para recaudar donaciones, fabricar y distribuir bienes y suministros, brindar apoyo a las familias de soldados y prisioneros de guerra o incluso construir centros hospitalarios para soldados heridos y mutilados, además de implementar los primeros cursos de formación de enfermería. y otras áreas profesionales que tenían como objetivo desarrollar las capacidades profesionales de las mujeres, para que pudieran obtener la tan ansiada autonomía económica.

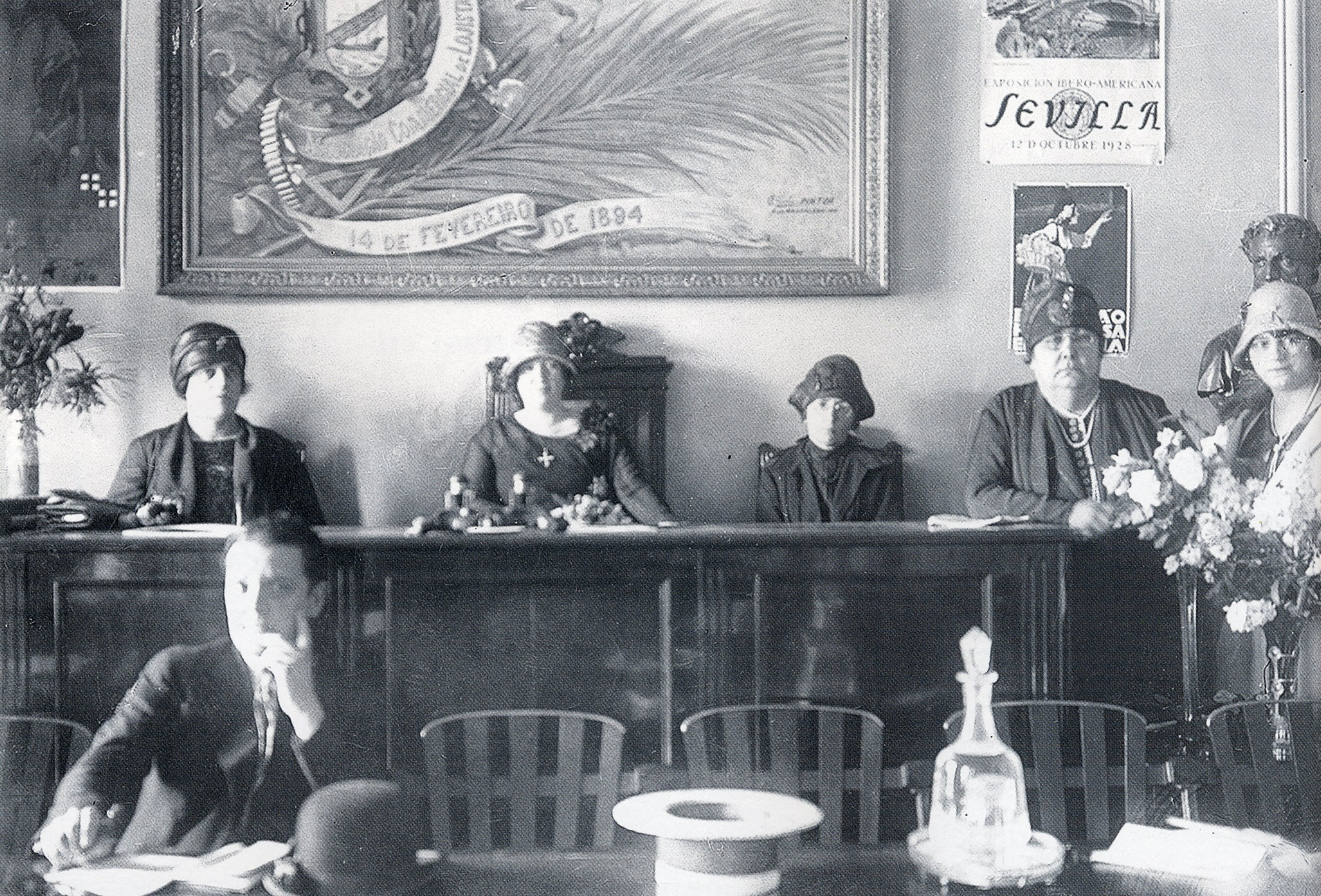
Congreso Feminista y de Educación organizado por el Consejo Nacional de Mujeres Portuguesas (Lisboa, 1928).

Después de la guerra, viviendo una nueva era de empoderamiento femenino, entre el 4 y el 9 de mayo de 1924, se reunió el I Congreso Feminista y de Educación, en el Salón Noble de la Associação de Socorros Mútuos dos Empregados do Comércio de Lisboa, organizado por el Conselho Nacional das Mulheres Portuguesas (1914-1947), fundado por Adelaide Cabete y afiliado al Consejo Internacional de Mujeres. Considerado el primer congreso feminista realizado en el país, el evento tuvo un gran impacto a nivel nacional e internacional. Durante cinco días, con una gran concurrencia de público y una intensa cobertura informativa, el evento presentó veinticinco tesis, diecisiete escritas por mujeres, y contó con el apoyo de otras organizaciones y personalidades feministas, de ambos sexos, con considerable protagonismo en el entorno político y en la vida intelectual o cultural de Portugal.
Domingas Lazary, angoleña, pedagoga, representante de la Liga Republicana de Mujeres Portuguesas en Luanda, miembro de los órganos sociales del CNMP entre 1921 y 1927 y figura clave en la organización del Congreso, presentó La educación de los indígenas en las colonias y sus ventajas. Esta presentación la convirtió en pionera en la intersección de la cuestión colonial con la lucha feminista.
Debido al éxito de este I Congreso, en 1928 se realizó el II Congreso Feminista y de Educación por la misma organización, donde se presentaron doce tesis, firmadas por diez mujeres.

#### Estado Nuevo
Durante la década de 1930, varios regímenes dictatoriales llegaron al poder en toda Europa. Como tal, en Portugal, el régimen del Estado Nuevo no ignoró la importancia de las mujeres como elemento clave en la formación ideológica y la cohesión del tejido social. Aprovechando el conservadurismo de la sociedad portuguesa, impregnada de valores religiosos, y liderada por António de Oliveira Salazar, el gobierno utilizó diversos valores ideológicos para combatir las que consideraba las amenazas más urgentes de la sociedad: la industrialización, el comunismo, el republicanismo, el sindicalismo. y feminismo.
Para educar a la sociedad en este sentido, Salazar utilizó diferentes formas de transmitir sus ideales. La formación ideológica y doctrinal de las mujeres tuvo lugar a través de organismos estatales, como la Obra das Mães pela Educação Nacional (OMEN), la Mocidade Portuguesa Feminina (MPF) y el Movimento Nacional Feminino (MNF), que operaban en las organizaciones básicas de la sociedad, esencialmente educando a las mujeres según su doctrina, para desempeñar mejor los roles tradicionales en la familia que se atribuían a su género: los de hijas, esposas y madres dedicadas.
Posteriormente, además de estos contenidos, la intervención del Estado comenzó a abordar la importancia de las mujeres en la política recién al estallar la guerra colonial, comprobándose así que las organizaciones y la acción política del régimen sufrieron cambios acordes con las políticas de su período y que, debido a su incapacidad de adaptación, algunos también se extinguieron con ello.

##### Políticas feministas de represión
Incentivo por nacimiento y exclusión del trabajo femenino
Para reforzar sus políticas, el factor biológico de la mujer también se convirtió en un elemento clave de servicio a la nación, implementándose en la legislación el fomento de la natalidad y la exclusión del trabajo femenino, algo que se había ido logrando lentamente a lo largo de más de un siglo.
Con la institucionalización del Estado Nuevo, se creó el Estatuto Nacional del Trabajo para regular las situaciones de trabajo, y en particular, el trabajo femenino de acuerdo con " disposiciones especiales acordes con las exigencias de la moral, la defensa física, la maternidad, la vida doméstica, la educación y el bien social”. En este sentido, Salazar lanzó el lema «Mujer para el hogar», inserto en la filosofía «Dios, Patria y Familia», con el objetivo de alejar a la mujer portuguesa del feminismo, reforzando una vez más el ideal de que una mujer que se dedica por completo a su marido, a sus hijos y a su hogar, cría “hijos dignos de la patria”, y luego los educa según la religión católica y los valores del estado, “Educar es dar a Dios buenos cristianos, ciudadanos útiles a la sociedad, a la familia, a los hijos tiernos y a los padres ejemplares». En este contexto, como en otros países europeos, se inició una campaña para incentivar la natalidad, así como otras políticas que fomentaban el matrimonio, como las “Novias de Santo António”.
Hasta entonces, el empleo femenino predominaba en el sector industrial y, aunque en menor número, también en otras intervenciones profesionales. Así, y de esta manera, el Estado Nuevo intentó, dentro de sus límites de acción, hacer todo lo posible para dificultar que las mujeres alcanzaran la independencia o la autonomía. Convencida de que las mujeres trabajadoras podían hacer frente a las políticas de Estado, en 1933 se legisló la prohibición del acceso de las mujeres a la carreras diplomáticas, a la judicatura, a los liderazgos en la administración local y a empleos en el Ministerio de Obras Públicas y Comunicaciones. Además de la restricción de determinadas profesiones, las mujeres también quedaron limitadas en el ejercicio de otras, debiendo realizar diversos trámites burocráticos y cumplir con diversos requisitos de "carácter moral". Las maestras de primaria debían solicitar permiso al Ministerio de Educación Nacional para casarse, mientras que a otras profesionales se les prohibía casarse o ser madres solteras, viéndose obligadas a dejar sus trabajos si no cumplían las nuevas normas, como los telefonistas de la Telefonía Anglo-Portuguesa, las secretarias del Ministerio de Relaciones Exteriores, las azafatas de TAP o las enfermeras de los Hospitales Civiles. Era necesario obtener la aprobación de sus maridos para quienes querían tener una profesión accesible a su género o incluso, en el caso de quienes se veían obligadas a trabajar por necesidad, en muchos casos. Siendo así en muchos casos, el único sostén de la familia, al tener prohibido el ejercicio de determinadas profesiones, inevitablemente, para sobrevivir, se enfrentaba a situaciones de explotación, percibiendo alrededor de 2/3 del salario de un hombre que desempeñaba las mismas funciones. Reforzada por la constitución portuguesa de 1933, que sólo garantizaba la igualdad ante las leyes "excepto en lo que se refiere al sexo, considerando la diferencia de naturaleza de las mujeres y el bien de la familia", esta visión social no era ideal para todas las mujeres ni para todos los hombres portugueses, generando controversia en varios debates parlamentarios.
En 1967 se proclamó la igualdad entre hombres y mujeres en el trabajo, no necesitando las mujeres la autorización de su marido para realizar actividades públicas ni poseer propiedad intelectual. A pesar de estar legislada, esta medida no se ha formalizado en la práctica y aún existen diferencias en salarios y derechos laborales entre géneros.
Educación: «taller de las almas femeninas»
Entendiendo el valor de la aculturación, el régimen dictatorial invirtió durante décadas en la construcción de escuelas con bases nacionalistas, donde se estipulaba que en la escuela primaria se debían adquirir "conocimientos mínimos", entonces considerados aptos para las "clases humildes", mientras que la secundaria y la educación superior estaba destinada exclusivamente a “futuros líderes” . De esta manera, el Estado Nuevo creó un vehículo de transmisión de conocimientos, con el objetivo de establecer una forma eficaz de formar a los portugueses del futuro bajo la visión idealista del régimen.
El proceso de idealización estuvo investido en toda enseñanza, siendo el nacionalismo, religión, la moralización, el culto al jefe, la obediencia a los superiores, la inmovilidad social, el espíritu corporativo y la diferenciación de roles de género como valores supremos. Un claro ejemplo de su adoctrinamiento quedó ilustrado en el libro de primera categoría, único durante décadas, que enunciaba el "orden natural" o división sexual de sus ideas, a través de su iconografía, presentando grabados de niñas realizando tareas domésticas, siempre en el interior de sus hogares, mientras que los niños eran representados trabajando en la agricultura, la carpintería y otros oficios laborales, siempre en el exterior.
Guiada por la idea de que las mujeres debían tener una orientación específica, y debían ser enseñadas sólo por profesoras, en 1927 se creó un régimen de separación de sexos, implementándose en la educación femenina la disciplina de economía doméstica, que incluía en su programa diversas manualidades como «hornear, bordar, cocinar, hacer lejía, cuidar la limpieza de la casa, confeccionar y conservar la ropa de la familia y (…) el valor de la higiene», [1] o incluso otras pautas sobre cómo «un ambiente de comodidad, orden, tranquilidad y bienestar en su hogar, además de la disciplina del trabajo manual, que una vez más enseñó las tareas domésticas.
- Reducción de la educación obligatoria a cuatro años;
- Régimen de separación de sexos (Decreto n.° 13619, de 17 de mayo de 1927);[55]
- Revisión de programas “aligerándolos” (1927);
- Establecimiento de que el objetivo de la educación obligatoria era “ leer, escribir y contar ” (Decreto n.° 16730, del 13 de abril de 1929);
- Reducción de la educación obligatoria a tres años (Decreto n.° 18140, de 28 de marzo de 1930);
- Extinción de la educación primaria complementaria (Decreto n.° 21712, de 7 de octubre de 1932);
- Régimen de libro único para cada clase de educación primaria y para Historia, Filosofía y Morales en los demás niveles educativos (Ley n.° 1941, de 11 de abril de 1936);
- Régimen de libro único “que comprende todas las materias de la educación primaria” (Decreto n.° 27279, de 24 de noviembre de 1936);
- Régimen de libro único para el cuarto grado de la educación primaria (Decreto n.° 40362, de 20 de octubre de 1955);
- Educación primaria obligatoria de cuatro años para los niños y de tres años para las niñas (Decreto N° 40964, de 31 de diciembre de 1936).

Dirigiéndose a las mujeres en tiempos de presión, António de Oliveira Salazar conoció los valores que se habían arraigado en las mujeres creyentes, más instrumentalizadas por el conservadurismo, sin formación y inconscientes de sus derechos y deberes, haciéndolas más susceptibles a la sumisión.
Como tal, en un esfuerzo por complacer a la masa social y a la élite, el 5 de mayo de 1931 se publicó un decreto que permitía a las mujeres cabeza de familia y a las casadas con maridos ausentes en las colonias o en el extranjero ocupar cargos en los consejos parroquiales y las mujeres solteras, viudas, divorciadas y separadas legalmente, con título de educación secundaria o superior, la facultad de votar en elecciones administrativas y legislativas superiores. Legalmente, el voto femenino fue entonces posible en Portugal, como deseaban las sufragistas desde principios de siglo, pero debido a sus numerosas restricciones, el decreto-ley excluyó a la gran mayoría de las mujeres del país.
Dos años después, se reconoció el derecho a voto en las elecciones de consejos parroquiales a las mujeres solteras, adultas y emancipadas, con familia propia y reconocida integridad moral, y en las elecciones locales, a las mujeres emancipadas con estudios secundarios o superiores.
En 1934, la ley electoral reconoció el derecho al voto y la elegibilidad para la Asamblea Nacional y la Cámara Corporativa a las mujeres mayores de 21 años, solteras, asalariadas o trabajadoras, o casadas y jefas de familia con título secundario o mediante el pago de impuesto a la propiedad. Con estas limitaciones, muchas mujeres seguían excluidas de la mesa de votación. Ese año surgieron tres candidatas a la Asamblea Nacional y una candidata a la Cámara Corporativa: la abogada Maria Cândida Pereira, la doctora Domitila de Carvalho y la rectora del colegio secundario Maria Baptista Guardiola. Todas ellas compartían características como el celibato, la lealtad al régimen, el catolicismo devoto y la formación académica superior.

##### Persecución y resistencia feminista
Debido a las políticas del régimen, a pesar de la represión política y la censura, todavía surgieron algunas revueltas espontáneas o luchas organizadas por la emancipación de la mujer, haciendo del feminismo una obsesión y preocupación constante del Estado Novo. En este contexto, durante la década de 1940, las organizaciones feministas, como el Consejo Nacional de Mujeres Portuguesas, se vieron obligadas a cesar sus actividades por el Estado Nuevo. Sus activistas sufragistas y feministas fueron duramente perseguidas por su ideología política y en consecuencia detenidas por la Policía de Vigilancia y Defensa del Estado y la Policía Internacional y de Defensa del Estado (PIDE) en la prisión de Mónicas o en la prisión de Caxias, entre otras prisiones políticas, con prohibición de ejercer sus profesiones o incluso obligadas a vivir en el exilio, como fue el caso de Maria Lamas, autora de As Mulheres do Meu País (1948-1950), donde expuso la condición de la mujer portuguesa en los años 40, Deolinda Lopes Vieira, Maria Archer, Maria Palmira Tito de Morais, Maria Isabel Aboim Inglez o Maria dos Santos Machado, entre muchas otras.
Sin dejar de luchar por sus derechos, las feministas portuguesas recurrieron en los años siguientes a otras organizaciones o asociaciones que continuaron desarrollando su papel en la reivindicación de derechos, como la Associação Feminina Portuguesa Para a Paz (AFPP), que fue disuelta por el Estado Nuevo. en 1952, el Movimiento de Unidade Democrática, que fue ilegalizado en 1948, el Movimiento Democrático de Mujeres, surgido con las Comisiones Electorales de Mujeres de 1968, o incluso a través de algunos movimientos clandestinos, como el Movimiento de Unidad Nacional Antifascista (MUNAF) u otros apoyados y apoyados por la también prohibida y clandestina militancia del Partido Comunista Portugués. También participaron en los comités de apoyo a las candidaturas del general Norton de Matos, en 1948, y del general Humberto Delgado, en 1958, a la Presidencia de la República, a favor de la democratización.
En 1972, las escritoras portuguesas Maria Isabel Barreno, Maria Teresa Horta y Maria Velho da Costa, también conocidas como "As Três Marias", y posteriormente como las fundadoras del Movimento de Libertação das Mulheres, publicaron la obra Nuevas cartas portuguesas, que reveló al mundo la existencia de agudas situaciones discriminatorias en el país, relacionadas con la represión dictatorial, el poder del patriarcado católico y la condición de la mujer. La obra fue prohibida por censura y los autores fueron acusados del delito de violación de la moral. El proceso fue suspendido y los autores fueron absueltos justo después del 25 de abril de 1974.

#### Posrevolución de 1974
Tras la Revolución de los Claveles, que puso fin a la dictadura en Portugal, la consagración de los derechos sociales, económicos y políticos provocó un profundo cambio sistémico en la sociedad portuguesa. Durante el proceso revolucionario se abolieron todas las restricciones basadas en el género, lo que permitió a las mujeres acceder a carreras profesionales antes prohibidas y al derecho de sufragio universal, así como a derechos civiles, jurídicos y laborales, como el permiso de maternidad, la fijación del salario mínimo nacional o la abolición del derecho del marido a abrir la correspondencia de su mujer, entre otros.

### SigloXXI
Del 4 al 6 de mayo de 2004, varias feministas, académicas, activistas e investigadoras portuguesas de diferentes sectores se reunieron para celebrar el 80º aniversario del primer congreso del movimiento feminista en el país, organizado por el ya extinto Consejo Nacional de las Mujeres Portuguesas. En esa ocasión se trataron temas como el aborto, la sexualidad y el derecho al propio cuerpo, la desigualdad entre hombres y mujeres en sectores como el trabajo y otros temas feministas. El congreso tuvo lugar en la Fundación Calouste Gulbenkian de Lisboa y durante los tres días de celebración varias mujeres fueron homenajeadas por conseguir los derechos de la mujer, como Adelaide Cabete, Maria Veleda, Elina Guimarães, Maria Lamas, Maria Teresa Horta, Maria Isabel Barreno y Maria Velho da Costa.
En 2014, el movimiento feminista cobró un nuevo impulso en Portugal, mediante la creación de la plataforma Maria Capaz, que contó con la participación de decenas de figuras públicas nacionales. Posteriormente cambiando su nombre a Capazes, la asociación fue fundada por las presentadoras de televisión Iva Domingues y Rita Ferro Rodrigues, asumiéndose como una asociación que lucha abiertamente por los derechos de las mujeres.
En cuanto al feminismo negro en Portugal, son varias las organizaciones que surgieron a partir de la segunda década del siglo XXI, como la Asociación de Mujeres Negras, Africanas y Afrodescendientes (FEMAFRO) en 2016 o el Instituto de la Mujer Negra (INMUNE) dos años después. Además, se han formado diversos grupos informales como el Crespas e Cacheadas en 2013, We Love Carapinha y Nêga Filmes en 2015, Roda das Pretas en 2016) o el Chá das Pretas en 2017.
Por su parte, el feminismo gitano en Portugal se identifica con una frase que mostró la actriz y activista Maria Gil durante una manifestación en mayo de 2017 en Oporto, ¡Las mujeres gitanas existen y resisten!. Fue a inicios de siglo, en noviembre de 2000, cuando se fundó la primera asociación feminista gitana de Portugal, la Associação para o Desenvolvimento das Mulheres Ciganas Portuguesas, en Seixal. Desde entonces, son varias las activistas gitanas portuguesas que impulsan el movimiento feminista en su comunidad, entre las que se encuentran, además de la propia Maria Gil, Olga Mariano, Cátia Marisa, Guiomar Sousa, Toya Prudêncio o Vanessa Matos, entre otras.
El 8 de marzo de 2019, más de 30.000 personas se manifestaron en 12 ciudades portuguesas por los derechos de las mujeres durante la que fue la primera huelga feminista de Portugal que estuvo apoyada por sindicatos. El año anterior, fueron 2.000 las personas que se manifestaron en todo el país luso durante la celebración del Día Internacional de la Mujer. En 2017, llegaron a concentrarse 400 personas en la Praça do Comércio de Lisboa durante el 8M, mientras en 2018 sumaron 1.500 y en 2019 se alcanzaron 7.000.
En 2022, se convocaron movilizaciones en varias ciudades portuguesas durante Día Internacional para la Eliminación de la Violencia hacia las Mujeres para denunciar la violencia machista ante el incremento del número de feminicidios en Portugal, que ya alcanzaba el 57% respecto a 2021.
En 2023 se creó en Lisboa Manamiga, la primera escuela de feminismo de Portugal. Ese mismo año abrió sus puertas, también en la capital lusa, Greta, la primera librería feminista de Portugal con un catálogo formado solo por autoras. En 2023, el Índice de Brecha Global de Género elaborado por el Foro Económico Mundial, determinó que la brecha de género se había incrementado en Portugal respecto al año anterior, alcanzando un índice del 76,5%, lo que situaba al país luso en el puesto 32 del ranking global.